# GNAT
GNAT은 GNU 컴파일러 모음(GCC)의 일부를 이루는, 에이다 프로그래밍 언어를 위한 자유 소프트웨어 컴파일러이다. 에이다 2005, 에이다 95, 에이다 83 따위의 모든 버전을 지원하며 이미 에이다 2012의 일부 구성체들을 허용한다. 원래 GNU NYU Ada Translator를 대표하는 말이었으나 지금은 더 이상 이를 적용하지 않는다.
JGNAT은 에이다 프로그래밍 언어를 자바 바이트코드로 컴파일하는 GNAT 버전이다. GNAT for dotNET은 에이다 프로그래밍 언어를 닷넷 프레임워크용 공통 언어 기반으로 컴파일하는 GNAT 버전이며 자유 및 오픈 소스로 추가되었다.

## 같이 보기
- GCC
  - GCJ
  - gfortran